# El chulo
El chulo és una pel·lícula espanyola de comèdia estrenada l'11 de febrer de 1974, dirigida per Pedro Lazaga i interpretada en el paper protagonista per Javier Escrivá.

## Sinopsi
Carlos és un proxeneta de categoria, que utilitza a les dones al seu antull per al seu benefici. No obstant això, té un problema d'impotència provocat per un trauma infantil al qual haurà d'enfrontar-se.

## Repartiment
- Javier Escrivá com Carlos.
- Silvia Tortosa com Suzy.
- Nadiuska com Isabel.
- Queta Claver com Doña Margarita.
- Bárbara Rey com Loli.
- Perla Cristal com Doña Patro.
- Elisa Montés com Doña Carmen.
- Helga Liné com Doña Mercedes.
- Teresa del Río com Celia.
- Mònica Randall com Eva.
- José Vivó
- Pilar Bardem
- Milo Quesada
- Montserrat Julió
- Luis Ciges com Doctor.
- Vicente Bañó
- José Riesgo com Oficial de la presó.

## Premis
Per les seves interpretacions de Carlos i Donya Mercedes, Javier Escrivá i Helga Liné van ser guardonats amb el premi al millor actor i a la millor actriu de repartiment als Premis del Sindicat Nacional de l'Espectacle de 1973.